# Fernando Manuel de Bustamante Bustillo y Rueda
Fernando Manuel de Bustamante Bustillo y Rueda (Turanzo, Cantabria, 30 de mayo de 1663 – Manila, Filipinas, 11 de octubre de 1719) fue el 37.º Gobernador General de las Filipinas españolas, desde 1717 hasta su muerte.

## Biografía
Nació en el valle de Toranzo, eln 30 de mayo de 1663, hijo de Fernando Bustamante Bustillo y Medinilla, señor de las casas solariegas de Bustillo de la Herrán, y de  Ana María de Rueda y Zeballos, heredera de la casa de Rueda. Se casó con María de Castañeda Vicente Alfambra y tuvo siete hijos con ella.
En octubre de 1690 se trasladó a Nueva España, donde el virrey Gaspar de la Cerda Sandoval Silva y Mendoza lo nombró alcalde mayor de Trascala. El 14 de junio de 1692 tuvo que enfrentarse a un motín de la población indígena que protestaban por el excesivo precio del maíz, «ocasionado tanto por las malas cosechas como por el acaparamiento de algunos propietarios». Así se repitieron las protestas que habían ocurrido seis días antes en la capital, México, quemándose la residencia del gobernador y saqueándose el maíz del cercano pueblo de Santa Ana, tras correr el rumores de que Bustamante tenía «atravesado» el maíz. Tropas llegadas de México y Veracruz restablecieron el orden pocos días después.
Regresó a la Península durante al Guerra de Sucesión, donde luchó del lado borbónico. Fue recompensado por Felipe V con los hábitos de las cuatro Órdenes Militares y el gobierno de la capitanía general de las Filipinas, por disposición real del 9 de septiembre de 1708.
Durante la Guerra de Sucesión, Bustamante se trasladó a España, donde tomó partido por Felipe V, quien le recompensó con los hábitos de las cuatro Órdenes Militares y la futura del gobierno de Filipinas (9 de septiembre de 1708), que entonces ocupaba Martín de Ursúa y Arizmendi, conde de Lizárraga (1709-1715). Al fallecer este el 4 de febrero de 1715, ocupó el gobierno interinamente el oidor José Torralba hasta que Bustamante llegó a las islas y tomó posesión el día 2 de agosto de 1717.

## Gobernador general de Filipinas
El 4 de febrero de 1715 había fallecido el gobernador Martín de Ursúa y Arizmendi, conde de Lizárraga (1709-1715), dejando la gobernación interina en manos del oidor de la Real Audiencia, José Torralba. Tomó posesión del cargo en Manila el 2 de agosto de 1717.
Bustamante fue responsable de restablecer la guarnición en Zamboanga en 1718 y la fortificación de la ensenada de Labo, en la isla de Paragua, para defender las islas de los «moros» de Borneo. La fortaleza había sido abandonada en 1662, durante la gobernación de Sabiniano Manrique de Lara (1653-1663).
A su llegada a las islas Bustamante se encontró con que una plaga de langostas había destruido la cosecha de arroz. Para asegurar el suministro en Manila, tuvo que embargar el arroz almacenado en la ciudad, lo que levantó las protestas de las clases pudientes, incluidos contador de cuentas, el arzobispo y miembros de ambos cabildos. También requisó arroz en las provincias, lo que llevó a la sublevación de los habitantes de Cagayán, por el bajo precio que les habían pagado. Esto incrementó el descontento de alcaldes mayores y religiosos. Finalmente envió a su sobrino, Gregorio Alejandro de Bustamante y Bustillo, como embajador al rey de Siam, para comprar arroz. De la visita se consiguió «la firma de unas capitulaciones [...] por las cuales se concedía a los españoles un terreno para fundar una factoría, la autorización para construir barcos a un bajo coste y comprar libremente toda clase de productos para su venta en Manila o Nueva España; en compensación, los siameses gozarían de total exención de tributos en Manila.» Posteriormente, Bustamante enviaría embajadas similares a Tonquín, Macao, Cantón, Madrás y Batavia. A pesar de las ventajas obtenidas con las embajadas comerciales, Bustamante fue acusado de realizarlas para obtener ganancias personales.

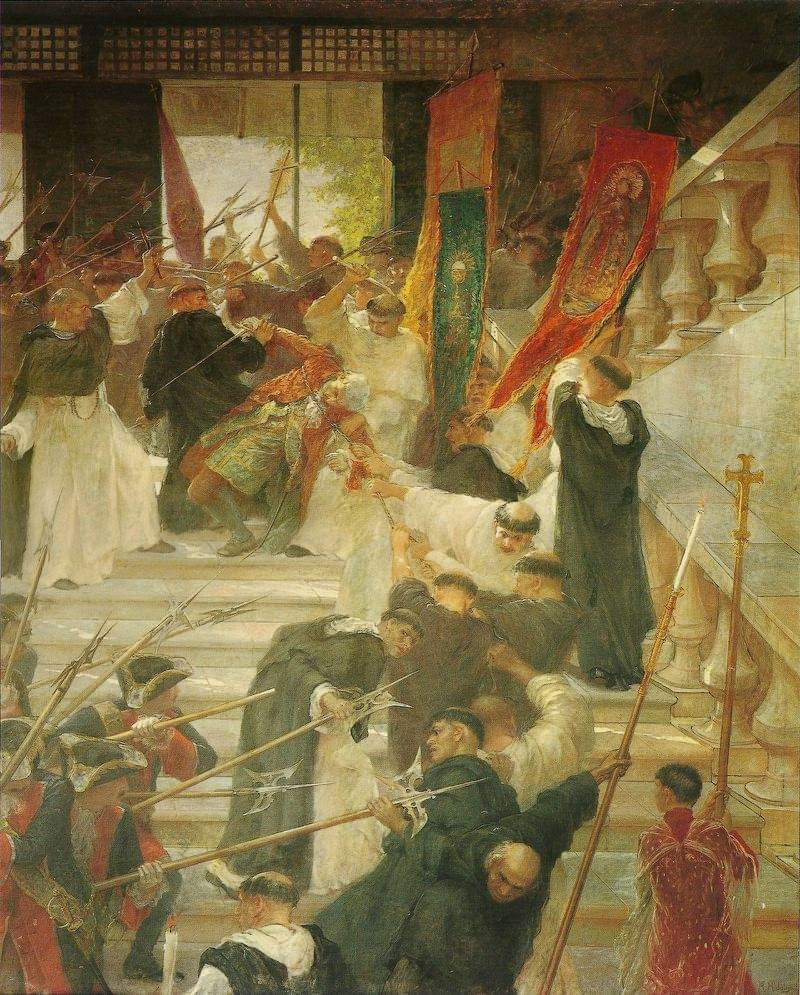
La interpretación de Hidalgo del asesinato del gobernador general Bustamante.

Bustamante también trató de sanear las cuentas de la Real Hacienda. Descubrió un desfalco de más de 70 000 pesos, por lo que detuvo inmediatamente al oidor, José Torralba, el anterior gobernador interino, al contador de cuentas, Vicente de Lucea y Lecea, y otros oficiales. Lucea consiguió huir cuando estaba siendo llevado a la cárcel y se refugió en la catedral. Para recuperar el dinero perdido, Bustamante decretó el embargo del dinero que había llegado con el galeón que lo había traído a las Filipinas, unos dos millones de pesos, además de iniciar un proceso de cobro de impuestos atrasados y ahorro de gastos. Sus acciones le ganaron todavía más enemigos, que no dejaron de quejarse a Madrid. Diversos acusados se refugiaron en la catedral, otros en protesta por las acciones del gobernador. Se pidió al arzobispo de Manila, Francisco de la Cuesta, que los entregara a las autoridades civiles o permitiera que se los llevaran. El arzobispo se negó, apoyando la afirmación de inmunidad de santuario.
Debido a que el segundo oidor se había refugiado en la catedral en protesta por las acciones de Bustamante, el gobernador tuvo que excarcelar a Torralba, que fue reintegrado como juez en la Corte Suprema. El arzobispo se opuso enérgicamente al nombramiento de Torralba, notificando a este último de su excomunión y censuras eclesiásticas. Con espada y escudo en mano, Torralba expulsó por la fuerza al mensajero del arzobispo, luego, como juez en la Corte Suprema, se apresuró a vengarse, emitiendo órdenes judiciales contra sus enemigos, incluyendo al arzobispo y muchos religiosos. Los opositores de Torralba buscaron asilo en la iglesia.
Las tensiones llegaron al máximo cuando los soldados del gobernador irrumpieron en la catedral de Manila, violando así el derecho de santuario. La violación se debió a las órdenes del gobernador de recuperar los inventarios gubernamentales y los registros oficiales en poder de un notario público que se encontraba refugiado en la Catedral. Tras consultar con el Arzobispo, los expertos en derecho canónico dominicano de la Real Universidad de Santo Tomás declararon que «bajo ninguna circunstancia o condición las autoridades civiles pueden ejercer jurisdicción dentro de los lugares sagrados, ni siquiera bajo las órdenes del gobernador y de la audiencia.» La serie de disturbios con las autoridades eclesiásticas llevó al arresto y encarcelamiento del arzobispo De la Cuesta, junto con los frailes dominicos y otros clérigos aliados con el arzobispo. Como reacción al encarcelamiento del arzobispo y al total desprecio del gobierno de la iglesia como santuario, una turba de partidarios del arzobispo irrumpió en el Palacio de Gobernador y mató al gobernador Bustamante. El arzobispo De la Cuesta fue puesto en libertad y nombrado gobernador general en funciones.

## En el arte
El cuadro El asesinato del gobernador Bustamante de Félix Resurrección Hidalgo, en la Galería Nacional de Arte del Museo Nacional, muestra el incidente de su muerte, mostrando una turba de frailes dominicos arrastrando al gobernador por las escaleras del Palacio. Sin embargo, según el historiador, teólogo y exarchivista español de la Universidad de Santo Tomás, el padre Fidel Villarroel, algunos asesores engañaron a Hidalgo al retratar erróneamente a los misioneros españoles como los promotores del asesinato. Antonio Regidor, masón conocido por sus sentimientos anticlericales, fue el consejero del pintor. Villarroel va más allá, al concluir que todos los frailes se encontraban lejos del escenario en el momento del asesinato, presos junto con el arzobispo.